# Edmund Burian
Edmund Burian (22. listopadu 1878 Ostrovačice – 23. listopadu 1935 Brno) byl československý politik a meziválečný poslanec Národního shromáždění za Československou sociálně demokratickou stranu dělnickou, později za Komunistickou stranu Československa.

## Biografie
Od roku 1897 byl členem sociální demokracie a působil v jejím listu Rovnost. V roce 1911 se angažoval v politické formaci Česká sociálně demokratická strana v Rakousku (takzvaní centralisté), která odmítala přílišné rozdělování sociálnědemokratického hnutí podle národností a byla konkurentem tradiční české sociálně demokratické strany. V letech 1910–1914 vydával pro tuto stranu v Brně list Proletář.
V letech 1918–1920 zasedal v Revolučním národním shromáždění za sociální demokraty. V parlamentních volbách v roce 1920 získal poslanecké křeslo v Národním shromáždění na kandidátce sociální demokracie. Pak přešel do nově vzniklé komunistické strany, přičemž mezistupněm bylo vytvoření Klubu sociálně demokratické levice, u jehož založení byl. V roce 1921 už vedl delegaci KSČ na kongres Kominterny. Mandát za ni obhájil v parlamentních volbách v roce 1925. V roce 1929 byl ale v souvislosti s nástupem skupiny mladých, radikálních komunistů (takzvaní Karlínští kluci), kteří do vedení KSČ doprovázeli Klementa Gottwalda, odstaven od moci. V červnu 1929 vystoupil (byl vyloučen) z KSČ a v parlamentu se stal členem nového poslaneckého klubu nazvaného Komunistická strana Československa (leninovci). Později se vrátil do sociální demokracie.
Profesí byl podle údajů z roku 1925 redaktorem v Brně-Králově Poli.